# BestGear
『Best Gear』（ベスト・ギア）は、徳間書店から刊行されていた月刊誌である。1993年（平成5年）に創刊された『FieldGear』を2000年（平成12年）5月に現在のタイトルに改題。毎月16日発売。2013年（平成25年）8月16日発売の同年10月号をもって休刊となった。
サイズはA4変型284×210mmで中綴じ右開き。対象読者は主に20代 - 30代男女で特に男性に読まれる。ストリート誌卒業生のためのライフスタイルものとして売り出している。発行部数は約7万部。